# Stacheliger Dornginster
Der Stachelige Dornginster (Calicotome spinosa) ist eine Pflanzenart, die zur Unterfamilie der Schmetterlingsblütler (Faboideae) gehört innerhalb der Familie der Hülsenfrüchtler (Fabaceae).

## Beschreibung

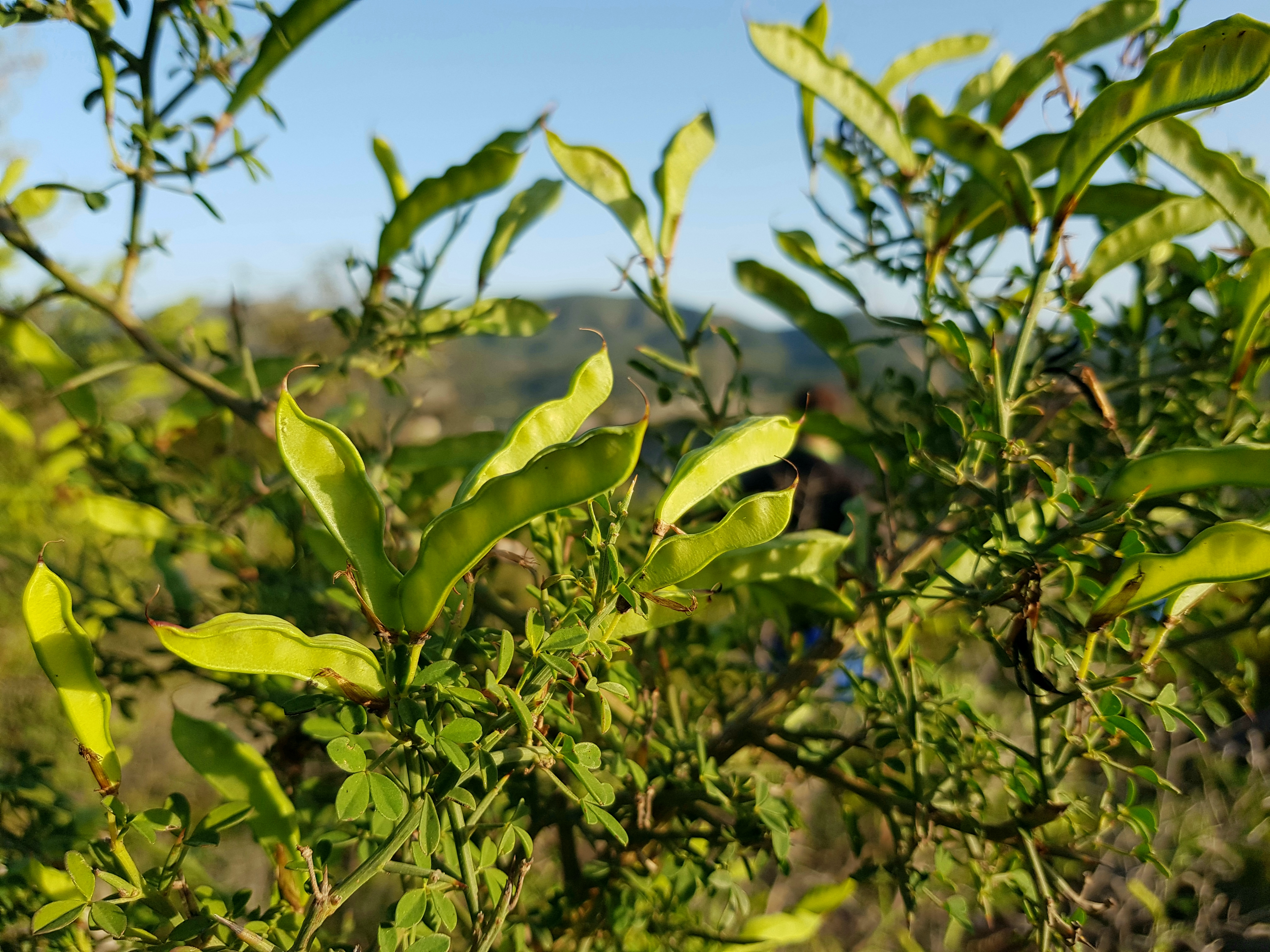
Junge Früchte

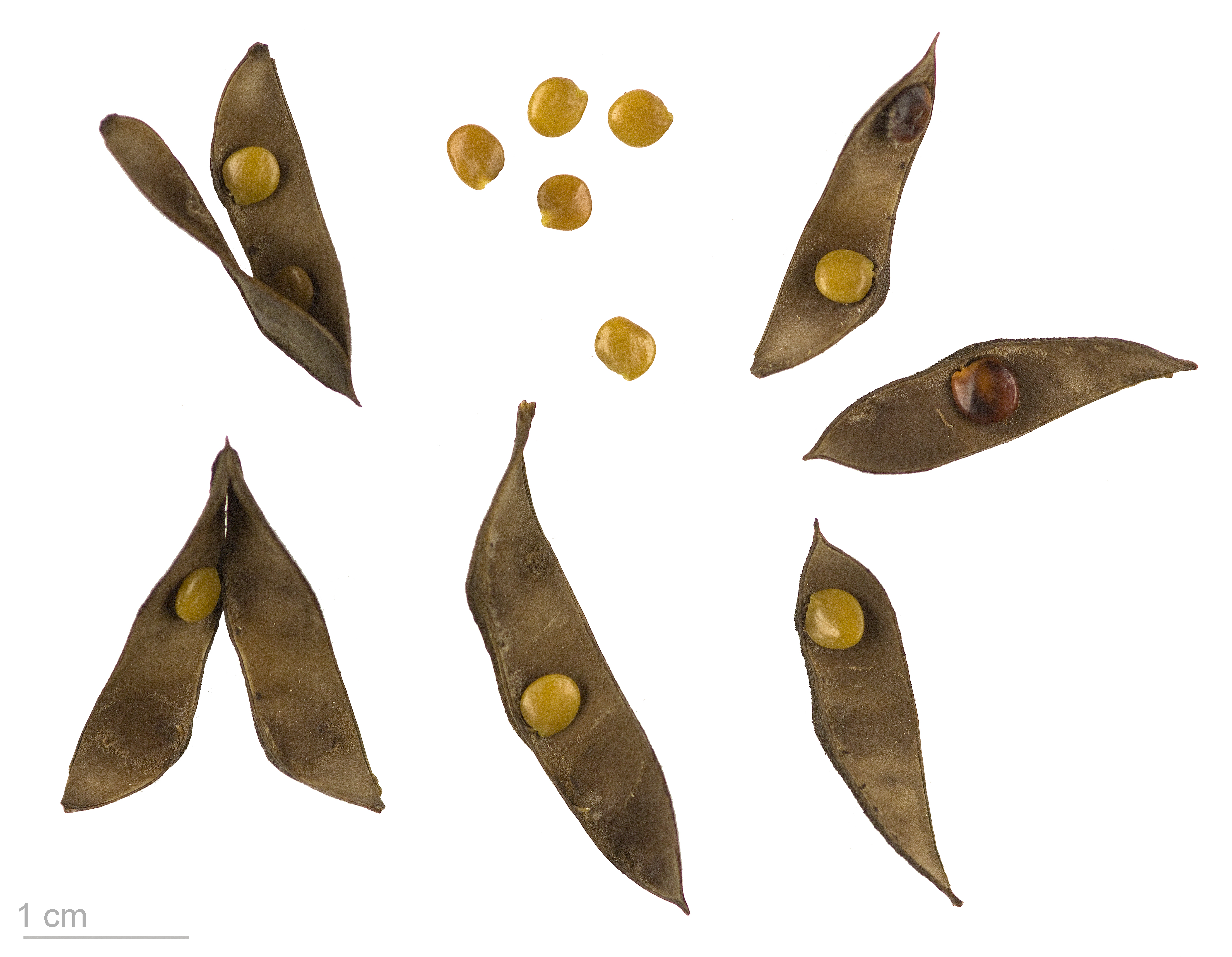
Calicotome spinosa, Früchte und Samen

Der sommergrüne, sparrig verzweigte Strauch mit kräftigen Sprossdornen erreicht eine Wuchshöhe von 1 bis über 2 Meter. Die jungen Triebe sind schwach behaart, später jedoch kahl. Die Zweige sind feinrippig.
Die gestielten Laubblätter sind wechselständig angeordnet und dreizählig gefiedert. Die elliptischen bis verkehrt-eiförmigen, abgerundeten bis eingebuchteten, unterseits seidig behaarten, fast sitzenden bis kurz gestielten Blättchen werden bis 1,5 cm lang. Diese fallen im Frühsommer ab und werden beim Trocknen schwarz.
Die kurz gestielten, zwittrigen Schmetterlingsblüten sind goldgelb und rund 1,5 cm lang. Diese stehen zu 1–4 in den Blattachseln. Der kleine, becherförmige Kelch hat nur schwach ausgebildete Zähne und der obere, kalyptrate Teil bricht zur Blüte ab. Die 10 Staubblätter sind eindrüderig, 6 sind kürzer und die Antheren sind verschieden ausgebildet. Blütezeit ist von April bis Mai. 
Die bis 5 cm langen, holzigen, länglichen und kurz geflügelten Hülsenfrüchte sind kahl oder etwas behaart. Sie erscheinen ab Juli. Die bis zu 8–9 flachen und gelb-braunen, glänzenden Samen sind bis 3,5 mm groß.
Die Chromosomenzahl beträgt 2n = 24 oder 50-52.

## Vorkommen
Als Standort werden Macchien, Strauchdickichte, Garigues, Felsgebüsche oder Brandflächen bevorzugt.
Die Art kommt nur im westlichen Mittelmeergebiet vor und wird gelegentlich auch gärtnerisch verwendet. Das Verbreitungsgebiet umfasst die Länder Algerien, Spanien, die Balearen, Frankreich, Italien, Korsika, Sardinien und Sizilien. In Neuseeland wurde die Art eingeführt.

## Taxonomie und Systematik
Der Stachelige Dornginster wurde 1753 von Carl von Linné in Species Plantarum Band 2, Seite 709 als Spartium spinosum erstbeschrieben. Die Art wurde 1822 von Johann Heinrich Friedrich Link in Enumeratio Plantarum Horti Regii Berolinensis Altera Band 2 Seite 225 als Calicorome spinosa (L.) Link in die Gattung Calicotome gestellt.
Man kann 2 Unterarten unterscheiden:
- Calicotome spinosa subsp. ligustica Rouy: Sie kommt in Italien vor.[2]
- Calicotome spinosa subsp. spinosa: Sie kommt in Algerien, Spanien, Frankreich, Italien, auf den Balearen, in Sardinien, Korsika und Sizilien vor.[2]

## Inhaltsstoffe
Die Art enthält ein giftiges Alkaloid. Sie heißt deshalb auch Scannabecco-Ziegentöter.